# Alain Perrin
Alain Perrin (Lure,  7 de octubre de 1956) es un exfutbolista y entrenador francés. Actualmente está libre tras dejar el AS Nancy-Lorraine de la Ligue 2.

## Carrera como jugador
En su etapa de futbolista, Perrin ocupaba la demarcación de defensa. Debutó profesionalmente con el SR Haguenau en 1966. En 1970 se fue al Tomblaine, donde solo permanecería una temporada. Recaló en el AS Nancy-Lorraine, para posteriormente fichar por el Varangéville. Regresó al AS Nancy-Lorraine para concluir su etapa como futbolista siendo jugador-entrenador en el equipo filial durante 4 años.

## Carrera como entrenador
AS Nancy-Lorraine y Troyes AC
Después de una primera etapa como jugador-entrenador en las categorías inferiores del AS Nancy-Lorraine, comenzó su carrera como técnico profesional en 1993 con el Troyes AC, donde estaría 9 años, llevándolo de la cuarta división a la Ligue 1, alcanzando unas semifinales de la Copa y ganando una Copa Intertoto. Abandonó la entidad en 2002 para firmar por el Olympique de Marsella.
Olympique de Marsella
Perrin buscaba dar un salto de calidad y por eso llegó al Olympique de Marsella, que bajo su mando terminó tercero en la Ligue 1 2002-03. En enero de 2004, fue destituido después de ser eliminado en la fase de grupos de la Liga de Campeones y una serie de derrotas en la Liga local.
Al Ain y Portsmouth
Posteriormente, tuvo dos breves experiencias: primero, en el Al Ain (al que solo llegó a dirigir en 4 partidos); y luego, al frente del Portsmouth, con el cual logró la permanencia en la Premier League, pero luego encadenó malos resultados que terminaron provocando su cese.
FC Sochaux
Regresó a Francia para entrenar al FC Sochaux, que fue 7º en la Liga y ganó la Copa francesa.
Olympique de Lyon
De ahí se fue al Olympique de Lyon, que no quiso mantenerlo en el banquillo a pesar de que consiguió el primer doblete de su historia (ganó la Ligue 1 y Copa de Francia) bajo su dirección.
AS Saint-Étienne
Poco después, en noviembre de 2008, Perrin se incorporó al AS Saint-Étienne, que en aquel momento ocupaba puestos de descenso tras 13 jornadas de la Ligue 1. Finalmente, logró mantenerlo en la élite al término del torneo y continuó en el cargo; pero fue despedido en diciembre de 2009, con el equipo a 3 puntos de la zona de descenso después de 17 partidos de la Ligue 1.
Etapa en Catar
A partir de 2010, entrenó a diferentes equipos de Catar, incluyendo a la selección nacional olímpica.
Selección de China
El 26 de febrero de 2014, fue anunciado como nuevo seleccionador de China. El conjunto asiático llegó a los cuartos de final de la Copa Asia, donde perdió (2-0) ante Australia. El 8 de enero de 2016, Perrin fue destituido como seleccionador chino debido a sus malos resultados en la fase de clasificación para el Mundial 2018.
AS Nancy
El 27 de octubre de 2018, se hizo cargo del AS Nancy-Lorraine, colista de la Ligue 2 en aquel momento, logrando asegurar la permanencia a falta de una jornada para el final del torneo. Poco después, anunció que no iba a continuar en el banquillo.

## Clubes

### Como jugador
| Club              | País    | Año       |
| ----------------- | ------- | --------- |
| SR Haguenau       | Francia | 1966-1970 |
| Tomblaine         | Francia | 1970-1971 |
| AS Nancy-Lorraine | Francia | 1971-1975 |
| Varangéville      | Francia | 1976-1981 |
| AS Nancy-Lorraine | Francia | 1983-1987 |

### Como entrenador
| Club                      | País                   | Año       | P   | PG  | PE  | PP | % v.  |
| ------------------------- | ---------------------- | --------- | --- | --- | --- | -- | ----- |
| Troyes AC                 | Francia                | 1993-2002 | 324 | 133 | 105 | 86 | 41.05 |
| Olympique de Marsella     | Francia                | 2002-2004 | 60  | 31  | 9   | 20 | 51.67 |
| Al Ain                    | Emiratos Árabes Unidos | 2004      | 4   | 2   | 0   | 2  | 50    |
| Portsmouth                | Inglaterra             | 2005      | 21  | 4   | 6   | 11 | 19.05 |
| FC Sochaux                | Francia                | 2006-2007 | 47  | 22  | 13  | 12 | 46.81 |
| Olympique de Lyon         | Francia                | 2007-2008 | 59  | 39  | 11  | 9  | 66.1  |
| AS Saint-Étienne          | Francia                | 2008-2009 | 51  | 16  | 12  | 23 | 31.37 |
| Al Khor                   | Catar                  | 2010-2012 | 67  | 20  | 15  | 32 | 29.85 |
| Selección sub-23 de Catar | Catar                  | 2012      | 9   | 3   | 3   | 3  | 33.33 |
| Al Gharafa                | Catar                  | 2012-2013 | 7   | 3   | 3   | 1  | 42.86 |
| Umm Salal SC              | Catar                  | 2013      | 11  | 4   | 2   | 5  | 36.36 |
| Selección de China        | China                  | 2014-2016 | 28  | 15  | 9   | 4  | 53.57 |
| AS Nancy-Lorraine         | Francia                | 2018-2019 | 20  | 10  | 3   | 7  | 50    |